# Fort Tryon Park

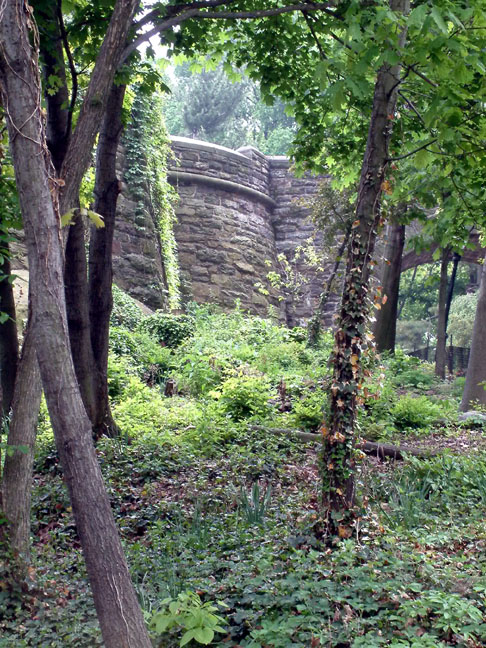
Mur de pedra al cor del Fort Tryon Park

Fort Tryon Park és un parc públic de la ciutat de Nova York, situat al barri de Washington Heights, al nord de Manhattan. La seva superfície és de 270.000 m².
Es veu sobre el riu Hudson, el George Washington Bridge, els New Jersey Palisades i el Harlem River. És en aquest parc que s'ha instal·lat The Cloisters -un museu que forma part del Metropolitan Museum of Art- especialitzat en la cultura i l'art medieval, que particularment presenta autèntics claustres europeus, transportats i reconstruïts pedra per pedra.

## Història
A l'emplaçament del parc, al Fort Tryon s'hi va desenvolupar una de les batalles de la Guerra d'independència. El 16 de novembre del 1776, 600 partidaris americans van intentar oposar-se a 4.000 mercenaris germànics vinguts de l'Estat Popular de Hesse, a sou de la Gran Bretanya. Margaret Corbin, ferida durant l'enfrontament, va ser la primera dona a portar armes durant aquest conflicte. Els britànics es van endur la victòria, i el fort va ser rebatejat en honor de sir William Tryon, darrer governador britànic de la colònia de Nova York.
El parc va esdevenir, ulteriorment, propietat de diversos homes rics americans, com el Dr. Samuel Watkins, fundador de Watkins Glen, el general Daniel Butterfield, Boss Tweed i C. K. G. Billings. John Davison Rockefeller Junior va comprar la finca a Billings el 1917. Va encarregar a Frederick Law Olmsted, Jr, el fill del dissenyador de Central Park, de condicionar un parc amb l'objectiu d'oferir-lo a la municipalitat de Nova York. Els treballs es van desenvolupar durant la Gran depressió i van oferir nombrosos llocs de treball. El projecte incloïa sobretot la construcció de l'estació de metro del carrer 190 a l'IND Eighth Avenue Line. La realització del parc es va acabar el 1935. S'hi troben nombroses plantacions, sobretot un jardí de brucs.
Als anys 1970, havent abandonat el manteniment del parc la municipalitat (New York City Department of Parks and Recreation), va esdevenir un refugi per als sense sostre, les prostitutes i els revenedors de droga. El 1995, sota l'impuls de Bette Midler, l'associació Nova York Restoration Project n'ha pres el control i l'ha renovat completament.
Una part de la pel·lícula de Clint Eastwood, Un xèrif a Nova York (Coogan's Bluff) ha estat rodada a Fort Tryon (i en destaca l'escena final).